# Akira the Hustler
Yukio Cho (en japonés: 張 由紀夫; romanizado: Chō Yukio) (Tokio, 1969), conocido profesionalmente como Akira the Hustler (ハスラーアキラ, Hasurā Akira), es un artista, escritor, actor, activista y extrabajador sexual japonés.

## Biografía
Natural de Tokio, donde nació en 1969, creció en Alemania, viviendo allí desde los dos hasta los ocho años después de que su padre se mudara al país por trabajo, antes de que su familia se reasentara en Kobe. Estudió pintura al óleo en la Universidad de las Artes de la ciudad de Kyoto, obteniendo una licenciatura en 1992 y una maestría en 1995. Como estudiante universitario, Cho se involucró en campañas para crear conciencia sobre el Sida en el país nipón, y para reducir el estigma contra las personas con la enfermedad.
Tomó el seudónimo de "Akira" mientras trabajaba como call boy para una agencia de acompañantes de Kioto. Más tarde regresaría a Tokio para trabajar como acompañante de forma independiente, anunciando sus servicios a través de revistas para hombres homosexuales. Más tarde escribiría una columna para G-men, una de las revistas gay más notables de Japón a finales de la década de 1990. Junto con BuBu de la Madeleine (anteriormente BuBu the Whore) y Mikado the Dominatrix, Akira the Hustler fue miembro fundador de Biters, un grupo de artes escénicas cuyos miembros eran artistas y trabajadoras sexuales. La exposición del grupo Donai yanen, que se inspiró en sus experiencias en la industria del sexo, se mostró en la École des Beaux-Arts de París (Francia) en 1998, Ota Fine Arts en 1999 y el Museo Watari de Arte Contemporáneo en 2000. Su autobiografía A Whore Diary, que relata varios de sus encuentros con sus clientes, fue publicada por Isshi Press en 2000.
En 2003, ayudó a fundar el Centro Comunitario Akta, una clínica de salud sexual y un centro de asesoramiento en Shinjuku Ni-chōme. Se desempeñó como su director hasta 2011.

## Trabajos
Akira the Hustler ha trabajado en múltiples medios, incluyendo performance, fotografía, video, escultura y pintura. Sus obras a menudo tratan temas de identidad propia y problemas sociales, como los derechos LGBT, el VIH/SIDA y el racismo, por lo general utiliza imágenes brillantes y alegres para transmitir un mensaje más serio. Se ha convertido en un crítico abierto de la nuclearización después del desastre nuclear de Fukushima, y la antinuclearización se convirtió en un tema destacado de su trabajo y activismo.